# Amur-Stör
Der Amur-Stör (Sinosturio schrenckii, Synonym: Acipenser schrenckii) ist eine Fischart aus der Gattung der Sinosturio, die endemisch im Amur sowie möglicherweise im Japanischen Meer vorkommt. Die Art wird kommerziell befischt und zu hohen Preisen gehandelt. Sie wird in der Roten Liste der IUCN als gefährdet (vulnerable) und im Washingtoner Artenschutz-Übereinkommen in Anhang II gelistet.

## Merkmale
Der Amur-Stör erreicht eine Körperlänge von durchschnittlich 100 bis 150 cm und maximal drei Metern sowie ein Gewicht von bis zu 190 kg. Ein Atemloch ist vorhanden. Der Kopf weist auf der Oberseite eine längliche Einbuchtung auf. Zwei Paar Barteln sitzen vor dem Maul, dessen untere Lippe unterbrochen ist. Der Körper trägt fünf Reihen von Ganoidschuppen, die Haut dazwischen ist rau. Der Rücken weist seine höchste Stelle an der ersten der 11 bis 17 Rückenschilde auf. Die Seitenreihen weisen 32 bis 47, die ventralen Reihen 7 bis 9 Schilde auf. Die Bögen der Kiemenreuse tragen 36 bis 45 Strahlen. Die Rückenflosse weist 38 bis 53, die Afterflosse 20 bis 32 Weichstrahlen auf. Hinter der Rücken- und Afterflosse sitzen je 6 bis 8 Schilde. Es existieren zwei Farbmorphen. Die häufigere graue Morphe kommt von den Quellen des Amur bis zur Mündung, aber nicht im Salzwasser, vor. Die seltenere braune Variante besiedelt den mittleren und unteren Amurlauf.

## Lebensweise
Amur-Störe ernähren sich von bodenlebenden Tieren wie Weichtieren und Fischlarven. Beide Morphen suchen ab dem Herbst die Laichgründe auf, die Eier werden zwischen Mai und Juli an Kies im Hauptbett des Flusses abgelegt. Die Geschlechtsreife wird von Männchen mit 7 bis 8, von Weibchen mit 9 bis 10 Jahren bei einer Länge von etwas über einem Meter erreicht.
Das Höchstalter liegt bei 65 Jahren.